# Ilex vomitoria
Espèce
Classification phylogénétique
Ilex vomitoria, aussi nommé Yaupon, est une espèce de plantes à fleurs de la famille des Aquifoliaceae. C'est un houx originaire du sud-est de l'Amérique du Nord, qui pousse aux États-Unis depuis le Maryland jusqu'en Floride, à l'ouest de l'Oklahoma (uniquement dans l'extrême sud-est), au Texas et au Mexique dans le Chiapas.
C'est un arbuste ou un petit arbre à feuillage persistant qui peut atteindre 5 à 9 m de haut, avec une écorce lisse et grise et des pousses tomenteuses. Les feuilles sont alternes, ovales à elliptiques, arrondies à leurs extrémités et avec un bord crénelé ou fortement dentelé; mesurant entre 1 et 4,5 cm en longueur et 1 à 2 cm en largeur, luisantes, vert sombre sur l'avers, légèrement plus claires au revers. Les fleurs mesurent entre 5 et 5,5 mm de diamètre, avec une corolle blanche à cinq lobes. Le fruit est une petite drupe ronde rouge (occasionnellement jaune) mesurant 4 à 6 mm de diamètre contenant quatre noyaux, qui sont dispersées par les oiseaux qui mangent les fruits. L'espèce se distingue de Ilex cassine, très proche, par ses plus petites feuilles avec un apex arrondi.

## Écologie
Ilex vomitoria se rencontre généralement dans les zones côtières sur des sols sablonneux bien drainés, et peut se rencontrer à la limite maximale des marais salants, des hammocks, les dunes côtières, dans les dépressions des dunes de l'intérieur, les collines sableuses, les forêts littorales, les terres humides forestières non soumises aux marées, les forêts sur sol bien drainé et les pine flatwoods (forêts de pin établies sur terrain plat).

### Nutrition et oiseaux

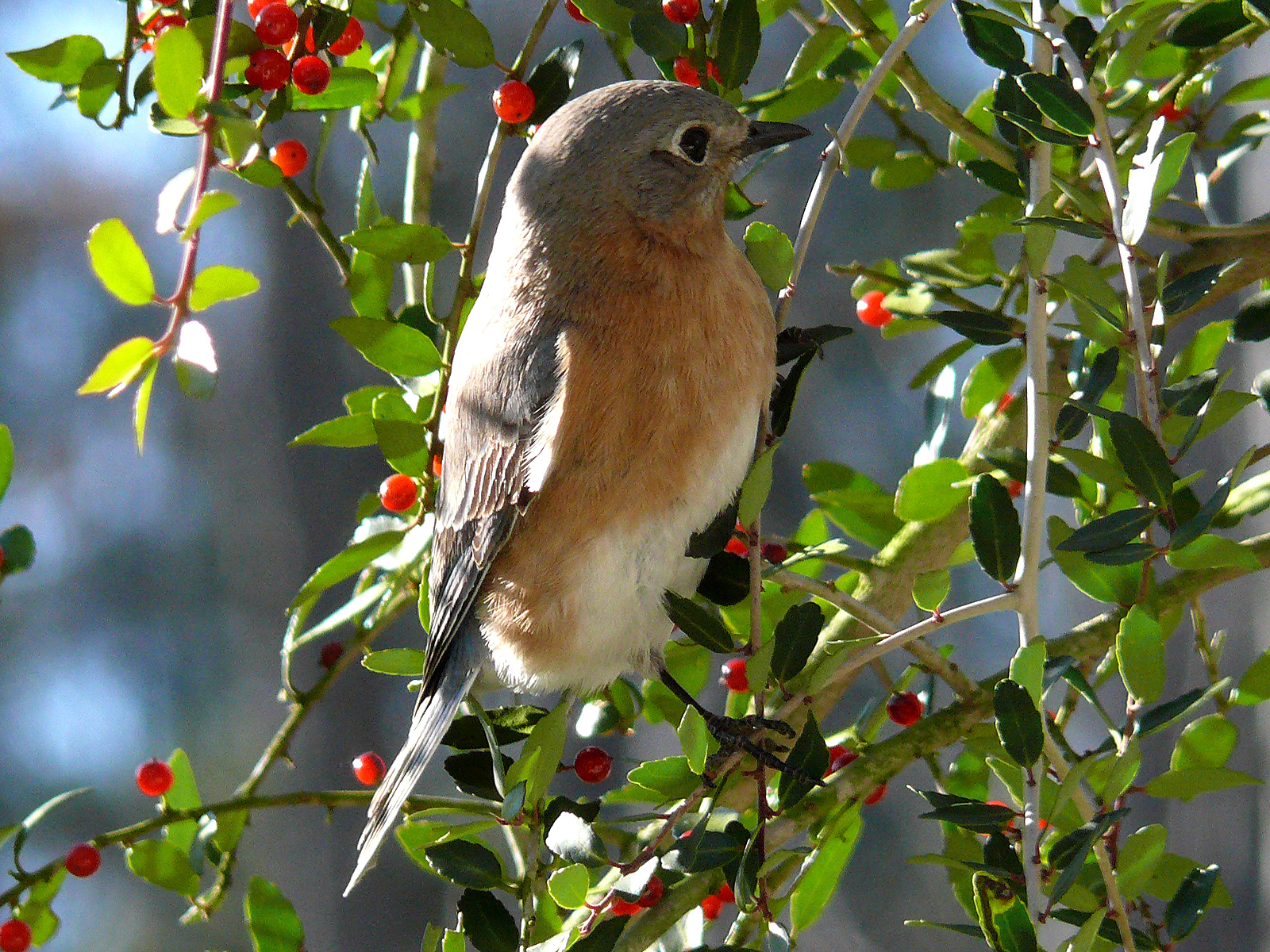
Un merlebleu de l'Est mangeant des baies d'un rouge brillant sur un Ilex vomitoria.

Les fruits sont une source de nourriture importante pour de nombreux oiseaux, dont le canard brun, le canard noir, la tourterelle triste, la gélinotte huppée, le colin de Virginie, le dindon sauvage, le pic flamboyant, les pics entailleurs, le jaseur d'Amérique, le merlebleu de l'Est, le merle d'Amérique, le moqueur chat, le moqueur polyglotte, le bruant à gorge blanche. Le groupe de mammifères qui mangent les fruits comprend le tatou à neuf bandes, l'ours noir, le renard gris, le raton laveur et les mouffettes. Les feuilles et les brindilles sont broutées par le cerf de Virginie.

## Culture et usage
Les Amérindiens utilisaient les feuilles et les tiges en infusion appelée asi ou boisson noire destinée à purifier les mâles et pour les rituels d'unité. La cérémonie comportait un vomissement, et les Européens pensaient que c'était la boisson elle-même qui le provoquait (d'où l'épithète spécifique vomitoria). La substance active est en fait la caféine et le vomissement était dû à la grande quantité de boisson qu'ils buvaient, couplée avec la rapidité d'ingestion.